# LHS 2090
LHS 2090 is een in 2001 geïdentificeerde rode dwerg met een spectraalklasse van M6.5V. De ster bevindt zich 20,74 lichtjaar van de zon.